# رجدون (مقاطعة تشرام)
رجدون (بالفارسية: رژدون) هي قرية تقع في قسم تشرام الريفي (مقاطعة تشرام) في إيران.